# Pont du Prêcheur
Le pont du Prêcheur est un pont routier situé sur la départementale no10 dans le nord-ouest de la Martinique. C’est un pont suspendu d’une seule arche qui met la commune du Prêcheur à l’abri des lahars de la montagne Pelée et relie le quartier "Les Abymes" au reste de la ville.

## Historique
Le pont est ouvert à la circulation le 21 juillet 2017. Il remplace l’ancien pont détruit en 2010 à la suite de l'effondrement majeur du piton Marcel qui a été suivi de fortes pluies. Le pont de l'époque a alors été submergé par des coulées de boue contenant des blocs rocheux pouvant atteindre 5 mètres de diamètre et peser plusieurs tonnes. L'ancien pont, fortement endommagé, ne permettait plus de traverser sécuritairement la rivière.
Il a été construit de manière à résister aux différentes contraintes climatiques du Nord de la Martinique et améliorer l'attractivité de la commune du Prêcheur en érigeant un ouvrage hors du commun.

## Caractéristiques
Le pont du Prêcheur est un pont à arche aérienne unique biaisée, le rendant moins invasif dans le panorama montagneux et tropical de la ville, située au bas de la montagne Pelée. C'est le seul pont à arche unique de France.
Il est long de 67 mètres, haut de 7 mètres et ne possède aucun pilier appuyé dans la rivière, ce qui le protège en cas de fortes pluies ou de conditions climatiques extrêmes. Il est aussi conçu pour résister à des vents de 250 km/h en cas de cyclone, aux séismes, fréquents dans la région, à l'érosion des berges et à l'effondrement potentiel du piton Marcel en amont. Son arche unique réduit les vibrations du pont en cas de tremblement de terre. De plus, les culées du pont sont fondées chacune sur 2 files de pieux d'un mètre de diamètre, permettant d'amortir les charges sismiques.
La route est éclairée par un système de projecteurs LED cachés dans l'arc du pont.

## Conception
Le pont du Prêcheur a été conçu par la société d'architecture Soberco et le bureau d'étude IOA ingénieurs.

## Coût et financement
Le nouveau pont du Prêcheur a couté près de 9 millions d'euros et a été financé par l'État, l'Europe, le Département et la commune.